# Gamma Force: The Pit of a Thousand Screams
Gamma Force: The Pit of a Thousand Screams is een videospel voor de Commodore 64 en de PC Booter. Het spel werd uitgebracht in 1988. 